# 北海道道946号向陽清里停車場線
北海道道946号向陽清里停車場線（ほっかいどうどう946ごう こうようきよさとていしゃじょうせん）は、北海道斜里郡清里町内を結ぶ一般道道である。

## 概要

### 路線データ
- 起点：北海道斜里郡清里町向陽
- 終点：北海道斜里郡清里町水元町（JR北海道 釧網本線 清里町駅）
- 総距離：5.9 km

## 歴史
- 1978年（昭和53年）5月6日 - 路線認定[1]。
  - 終点の駅名は清里町駅であるが、路線名は清里停車場線と「町」が省かれている。

## 地理

### 通過する自治体
- オホーツク総合振興局
  - 斜里郡
    - 清里町
    - 斜里町

### 主な接続道路
清里町
- 北海道道1115号摩周湖斜里線 - 羽衣町、水元町（重複）
- 北海道道857号江南清里停車場線 - 羽衣町（重複）